# Non siamo soli (singolo Alex Wyse)
Non siamo soli è un singolo del cantautore italiano Alex Wyse, pubblicato il 21 ottobre 2022 come quarto estratto dal primo EP omonimo.

## Descrizione
Il brano, scritto dallo stesso cantautore, è prodotto da Gianmarco Grande e ha anticipato l'uscita dell'EP omonimo, uscito il 10 giugno 2022.

## Promozione
Il brano è stato presentato in anteprima nel corso della ventunesima edizione del talent show Amici di Maria De Filippi. Successivamente è stato eseguito in alcuni festival musicali, tra cui TIM Summer Hits e Battiti Live.

## Video musicale
Il video musicale, diretto da Mario Crocetta e Paolo Zazzaretta, è stato pubblicato il 20 giugno 2022 attraverso il canale YouTube del cantautore.

## Tracce
Testi di Alessandro Rina, musiche di Alessandro Rina, Giordana Angi.
1. Non siamo soli – 3:24